# Torrendiella ciliata
Torrendiella ciliata är en svampart som beskrevs av Boud. 1911. Torrendiella ciliata ingår i släktet Torrendiella och familjen Sclerotiniaceae.   Inga underarter finns listade i Catalogue of Life.